# Emirates Office Tower
Emirates Office Tower, também referenciado como Emirates Tower One, é um arranha-céu de escritórios de 54 andares e 354,6 metros (1 163 pés) de altura localizado na Sheikh Zayed Road em Dubai, Emirados Árabes Unidos. Conectado com o edifício de 56 andares, Jumeirah Emirates Towers Hotel por uma avenida, as duas torres formam o complexo que comumente é chamado de Emirates Towers. Até julho de 2019, é o 47.º maior prédio do mundo.